# Municipio de Clay (condado de Carroll)
El municipio de Clay (en inglés: Clay Township) es un municipio ubicado en el condado de Carroll en el estado estadounidense de Indiana. En el año 2010 tenía una población de 1255 habitantes y una densidad poblacional de 23,33 personas por km².

## Geografía
El municipio de Clay se encuentra ubicado en las coordenadas 40°27′32″N 86°38′37″O / 40.45889, -86.64361. Según la Oficina del Censo de los Estados Unidos, el municipio tiene una superficie total de 53.79 km², de la cual 53,76 km² corresponden a tierra firme y (0,06 %) 0,03 km² es agua.

## Demografía
Según el censo de 2010, había 1255 personas residiendo en el municipio de Clay. La densidad de población era de 23,33 hab./km². De los 1255 habitantes, el municipio de Clay estaba compuesto por el 98,09 % blancos, el 0,24 % eran afroamericanos, el 0,08 % eran amerindios, el 0,56 % eran asiáticos, el 0,08 % eran de otras razas y el 0,96 % eran de una mezcla de razas. Del total de la población el 0,8 % eran hispanos o latinos de cualquier raza.